# Sempervivum minutum
Sempervivum minutum ist eine Pflanzenart aus der Gattung der Hauswurzen (Sempervivum) in der Familie der Dickblattgewächse (Crassulaceae).

## Beschreibung

### Vegetative Merkmale
Sempervivum minutum wächst als Rosettenpflanze mit einem Durchmesser von etwa 3 Zentimeter und bildet schlanke, kurze  Ausläufer. Die verkehrt eiförmigen, etwas drüsig-flaumhaarigen Laubblätter tragen ein aufgesetztes Spitzchen und kräftige, häufig abgebogene Wimpern. Die äußeren Blätter sind orangerot überlaufen. Die Blattspreite ist 12 bis 18 Millimeter lang und 5 bis 7 Millimeter breit.

### Generative Merkmale
Der kräftige Blütentrieb erreicht eine Länge von 3 bis 7 Zentimeter (selten bis zu 12 Zentimeter). Seine Blätter sind mit rötlichen Haaren und Wimpern besetzt. Die neun- bis elfzähligen Blüten weisen einen Durchmesser von etwa 2,3 Zentimeter auf. Ihre rötlich rosafarbenen Kronblätter besitzen manchmal ein dunkles rotes Band auf. Die fast kahlen Staubfäden sind rot, die Staubbeutel rötlich rosafarben.

### Genetik
Die Chromosomenzahl beträgt {\displaystyle 2n=108}.

## Systematik und Verbreitung
Sempervivum minutum ist im Süden von Spanien in der Sierra Nevada in Höhen von 1650 bis 2150 Metern verbreitet.
Die Erstbeschreibung als Sempervivum tectorum var. minutum durch Heinrich Moritz Willkomm wurde 1874 veröffentlicht. Carlos Pau erhob die Varietät 1909 in den Rang einer Art.
Ein Synonym ist unter anderem Sempervivum nevadense Wale (1941).

## Nachweise